# Pedirka-Wüste

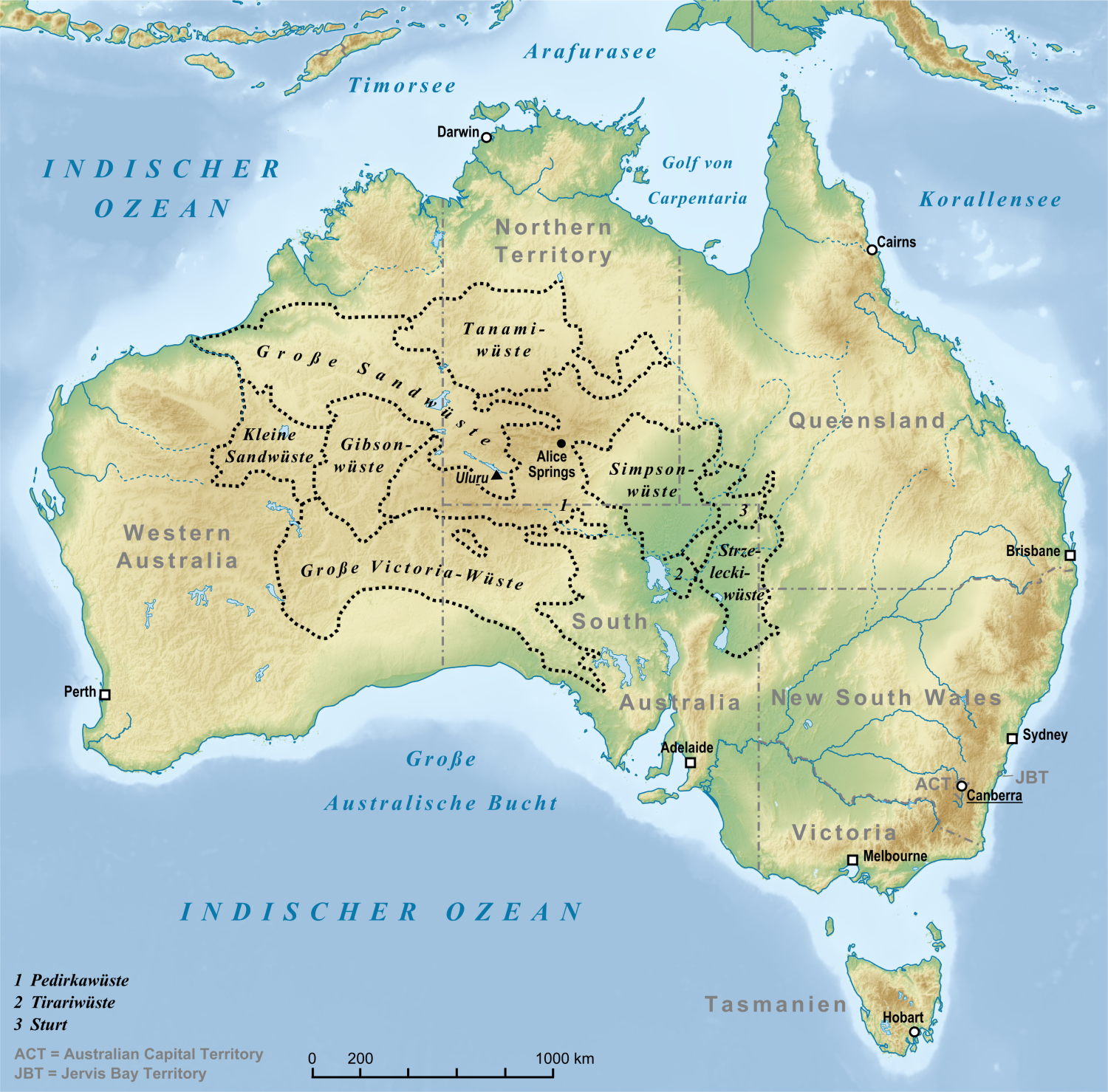
Australische Wüsten

Die Pedirka-Wüste (engl. Pedirka Desert) ist eine Wüste in Australien. Sie ist die kleinste Wüste Australiens mit einer Fläche von 1.250 km² und liegt zwischen Simpsonwüste und Große Victoria-Wüste, ohne deren räumliche Anbindung.

## Lage
Die Wüste liegt etwa 100 km nordwestlich von Oodnadatta und etwa 250 km nordöstlich von Coober Pedy in South Australia. Die Pedirka-Wüste ist ein Dünenfeld im Nordwesten von Oodnadatta, das sich weiter bis zum Witjira-Nationalpark erstreckt. Es wird im Norden durch den Hamilton Creek begrenzt. Nördlich dieses Creeks liegt eine steinige Ebene.

## Landschaft
Am Hamilton Creek wachsen Roter Eukalyptus, ferner Collabah und Mulga-Gebüsch. Auf den dünenfreien Flächen wächst auch Gebüsch und Gras. Unter der Pedirka-Wüste liegt das wesentlich größere geologische Sedimentbecken, das Pedirka-Becken.

## Infrastruktur
The Pedirka-Wüste wird durch den Oodnadatta Track erschlossen, der Dalhousie Springs und den Witjira-Nationalpark verbindet. In der Wüste befinden sich mehrere Trinkwasserquellen, die für die Viehwirtschaft gebohrt wurden.